# Morgan Hill
Morgan Hill é uma cidade localizada no estado americano da Califórnia, no Condado de Santa Clara. Foi incorporada em 10 de novembro de 1906.

## Geografia
De acordo com o United States Census Bureau, a cidade tem uma área de 33,4 km², onde todos os 33,4 km² estão cobertos por terra.

### Localidades na vizinhança
O diagrama seguinte representa as localidades num raio de 24 km ao redor de Morgan Hill.

## Demografia
Segundo o censo nacional de 2010, a sua população é de 37 882 habitantes e sua densidade populacional é de 1 135,58 hab/km². Possui 12 859 residências, que resulta em uma densidade de 385,47 residências/km².